# 隆化縣 (大寧州)
隆化縣（或作龍化縣），元置，屬夔路大寧州，在今之重慶市巫溪縣、陝西省平利縣、洵陽縣、石泉縣一帶，正德《夔州府志》述明初仍置，洪武中改隸陝西漢中府。後記載欠詳。